# El ratpenat diabòlic
El ratpenat diabòlic (títol original en anglès The Devil Bat) és una pel·lícula de  de terror / howcatchem estatunidenca de 1940 produïda per Producers Releasing Corporation (PRC) i dirigit per Jean Yarbrough. És protagonitzada per Bela Lugosi juntament amb Suzanne Kaaren, Guy Usher, Yolande Mallott i el duet còmic Dave O'Brien i Donald Kerr. Va ser la primera pel·lícula de terror de la PRC. Ha estat doblada al català.

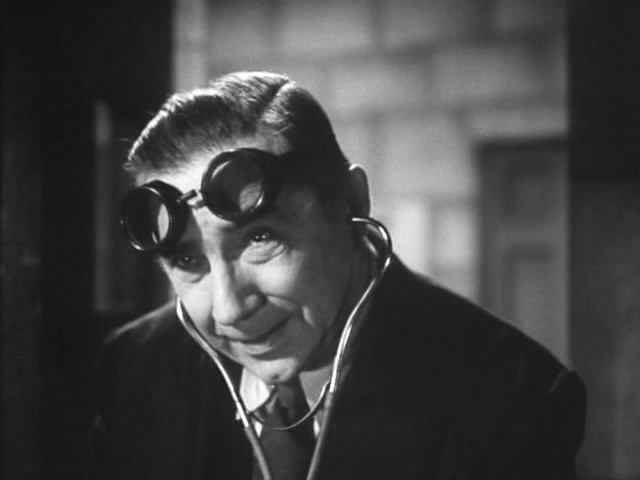
Bela Lugosi com el doctor Paul Carruthers, el científic boig protagonista de la pel·lícula de terror El ratpenat diable (1940).

## Trama
Pròleg
| « | "Tots els Heathville estimaven el doctor Paul Carruthers... el metge va trobar temps per dur a terme certs experiments privats: experiments estranys i aterridors." | » |

Al doctor Paul Carruthers (Bela Lugosi), químic i metge de la petita ciutat de Heathville, se li ofereix una bonificació de 5.000 dòlars dels seus empresaris per les seves contribucions a l'empresa, una misèria en comparació amb el milió de dòlars d'ingressos del empresa guanya amb la seva feina. (Els seus empresaris argumenten que va prendre una compra al principi de la història de l'empresa en lloc de conservar la seva participació en societat.) Enfadat i insultat, busca venjança i desenvolupa un sistema en el qual els ratpenats s'amplien a una mida massiva, entrenant-los a sentir-se atrets per un nou i picant loció postafaitat que està provant. Distribueix intel·ligentment la loció als seus enemics com a producte de "prova".
Un cop han aplicat la loció, el químic allibera els seus ratpenats diabòlics a la nit, dirigint-los a les famílies dels propietaris del seu empresari. Els ratpenats aconsegueixen atacar i matar un dels propietaris i dos dels seus fills. Johnny Layton (Dave O'Brien) és un periodista del Chicago Register que és assignat pel seu editor (Arthur Q. Bryan) per cobrir i ajudar a resoldre els assassinats. Ell i el seu tonto fotògraf "One-Shot" McGuire (Donald Kerr) comencen a desenrotllar el misteri amb algunes llums laterals còmiques.
En l'escena de tancament clímax, Layton llença una mostra de l'afaitat a Carruthers, fent que el ratpenat ataqui i mati el seu propi amo. Mary, l'últim membre supervivent de la seva família, corre als braços de Johnny.

## Repartiment

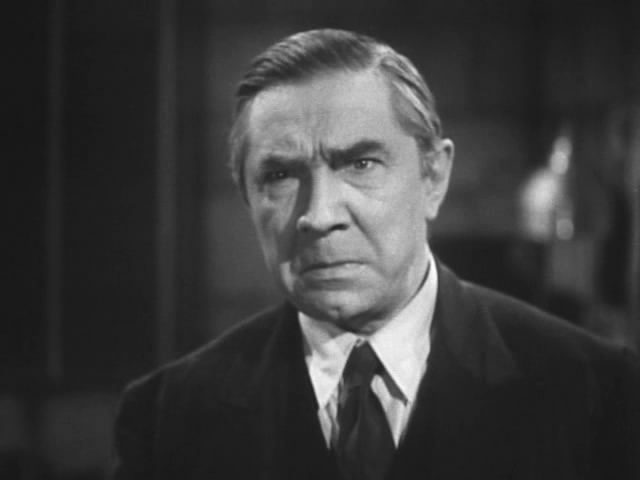
Lugosi a El ratpenat diabòlic

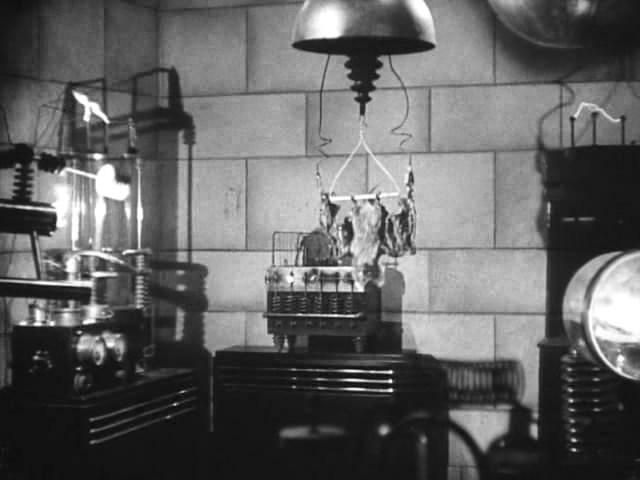
El "ratpenat diabòlic" al laboratori del Dr. Carruthers

- Bela Lugosi com el Dr. Paul Carruthers
- Suzanne Kaaren com a Mary Heath
- Dave O'Brien com a Johnny Layton
- Guy Usher com a Henry Morton
- Yolande Mallott com a Maxine
- Donald Kerr com a "One-Shot" McGuire
- Edward Mortimer com a Martin Heath
- Gene O'Donnell com a Don Morton
- Alan Baldwin com a Tommy Heath
- John Ellis com a Roy Heath
- Arthur Q. Bryan com a Joe McGinty
- Hal Price com el cap Wilkins
- John Davidson com el professor Raines
- Billy Griffith com a forense
- Wally Rairdon com a Walter King

## Producció
PRC era un estudi jove quan planejava entrar en el gènere del cinema de terror, que havia estat descuidat pels grans estudis durant el 1937 i el 1938. Lugosi estava començant un retorn quan va signar un contracte el 19 d'octubre de 1940, amb Sigmund Neufeld de PRC per protagonitzar. a la primera pel·lícula de terror de l'estudi Poverty Row.
El rodatge de la pel·lícula va començar una mica més d'una setmana després PRC era coneguda per rodar les seves pel·lícules de manera ràpida i econòmica, però per dotar-les d'una gran quantitat d'horror, i El ratpenat diabòlic va establir aquest modus operandi.

## Estat actual
Després del seu llançament en cinemes, El ratpenat diabòlic va caure en domini públic i des de l'arribada del vídeo casolà, s'ha llançat en innombrables edicions de vídeo i DVD truncats i mal editats.
El 1990, la pel·lícula va ser restaurada a partir d'elements originals de 35 mm per Bob Furmanek i llançada en disc làser per Lumivision. El 2008, Furmanek va subministrar els seus elements originals a Legend Films, que va realitzar una nova restauració i també va crear una versió per colorida per ordinador. Les dues versions restaurades en blanc i negre i colorides es van publicar posteriorment en DVD.
El 2013, El ratpenat diabòlic fou llançada en Blu-ray per Kino Lorber sota el seu segell Kino Classics.

## Recepció
La pel·lícula va ser reestrenada l'any 1945 amb doble cartell amb Man-Made Monster. El  Los Angeles Times  va descriure el duet com "dues de les funcions més espantoses del mercat".
Al seu llibre Poverty Row Horrors! (1993), Tom Weaver considera El ratpenat diabòlic com una de les millors pel·lícules de Lugosi per als estudis Poverty Row.

## Seqüeles
La pel·lícula de 1946 de la RPC  Devil Bat's Daughter va protagonitzar Rosemary LaPlanche com la filla de Paul Carruthers. Ni Lugosi ni cap altre actor repren els seus papers; Carruthers és un personatge invisible en aquesta darrera pel·lícula. En contrast amb els elements de terror de l'original, Devil Bat's Daughter era principalment un thriller psicològic.
El 2015, el cineasta Ted Moehring de  Indie va dirigir la seqüela Revenge of the Devil Bat, protagonitzat per Lynn Lowry, Ruby Larocca i els actors veterans Gary Kent, John Link, Dick Dyszel, George Stover i Conrad Brooks.